# Isbister (Whalsay)

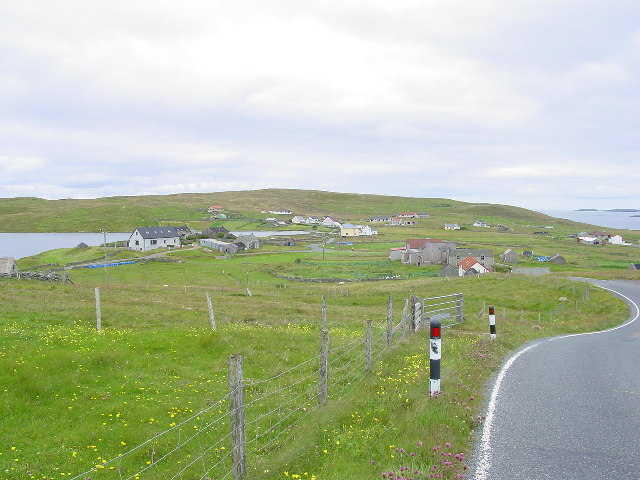
Blick von Süden über den Ort

Isbister ist eine Ortschaft nahe der Ostküste der zu den schottischen Shetlands zählenden Insel Whalsay. Der Name leitet sich ab von altnordisch eystri und bólstaðr und bedeutet östliche Siedlung. Isbister erstreckt sich entlang des östlichen und südlichen Ufers eines Sees, dem Loch Isbister. Straßenverbindungen bestehen nach Brough im Nordwesten sowie nach Huxter und dem Inselhauptort Symbister im Südwesten. Im Nordosten liegt ein 85 Meter hoher Berg, der Gamla Vord.